# Медведково (Торжокский район)
Медведково  — опустевшая деревня в Торжокском районе Тверской области. Входит в состав Борисцевского сельского поселения.

## География
Находится в центральной части Тверской области на расстоянии приблизительно 5 км на запад-юго-запад по прямой от районного центра города Торжок севернее железнодорожной линии Торжок-Соблаго.

## История
До Великой Отечественной войны деревня еще не отмечалась на карте. Была нанесена на карту 1980 года. 

## Население
Численность населения не была учтена как в 2002 году, так и в 2010.